# MFV January Gdy-117
MFV January Gdy-117 – polski superkuter rybacki. Jednostki bliźniacze MFV Hilary Gdy-115, MFV Walery Gdy-116, MFV Ksawery Gdy-118, MFV Aleksy Gdy-119, MFV Damazy Gdy-120. Statek podniósł polską banderę 21 sierpnia 1947 roku, wycofany z eksploatacji w latach 1970-1973.

## Historia

### Budowa
Mały trawler motorowy typu „y” (w końcu lat 40. przeklasyfikowany na superkuter rybacki typu MFV-75), zbudowany dla Polski, w ramach pomocy UNRRA (nr kontraktu D 3148), przez szkocką stocznię James V. Hepburn & Co, Ltd z Aberdeen.
Polską banderę podniósł 21 sierpnia 1947 roku.

### Służba
Po podniesieniu polskiej bandery, rozpoczął służbę w barwach Przedsiębiorstwa Połowów Dalekomorskich „Dalmor”, spółka z o.o. z Gdyni; był klasyfikowany wówczas jako „trawler motorowy 75-stopowy” i poławiał na Bałtyku. W początku marca 1949 roku, przekazany nowo powstałemu Państwowemu Przedsiębiorstwu Połowów Morskich „Barka” ze Świnoujścia, zmienił wtedy nazwę na Świ-61. W wyniku reorganizacji „Barki” w dniu 1 stycznia 1951 roku został przekazany do władysławowskiego oddziału Przedsiębiorstwa Połowów i Usług Rybackich „Arka” w Gdyni, co spowodowało zmianę nazwy na Arka 97 Wła-68. W latach 50. dokonano wymiany oryginalnego silnika na 6-cylindrowy marki MWM. 1 stycznia 1955 roku przekazany został do nowo utworzonego Przedsiębiorstwa Połowów i Usług Rybackich „Szkuner” we Władysławowie, zmienił nazwę na Wła-68. W 1960 roku został sprzedany Z. Bartoszewiczowi ze Świnoujścia, przemianowano go wówczas na Świ-31. W 1961 roku nadal eksploatował go Z. Bartoszewicz, lecz przeniósł on się do Darłowa, w związku z czym kuter przemianowano na Dar-23. W 1962 roku został przerejestrowany do portu w Świnoujściu, w związku z czym powrócił do swojej poprzedniej nazwy Świ-31, lecz właściciel nadal mieszkał w Darłowie. W 1967 roku statek został nabyty przez Leszka Ciborowskiego ze Świnoujścia, ale zachował dotychczasową nazwę.

### Losy końcowe
Wycofany z eksploatacji w latach 1970-1973.

## Pełna charakterystyka
- Radiowy sygnał wywoławczy SPDP
- Nazwy i oznaki rybackie
  - do marca 1949: January Gdy-117
  - od marca 1949: Świ-61
  - od 1 stycznia 1951: Arka 97 Wła-68
  - od 1 stycznia 1955: Wła-68
  - od 1960: Świ-31
  - od 1961: Dar-23
  - od 1962: Świ-31
- Klasyfikacja (rodzaj) statku
  - do marca 1949: trawler motorowy
  - od marca 1949: superkuter rybacki
- Podniesienie bandery 21 sierpnia 1947
- Stocznia James V. Hepburn & Co., Ltd, Aberdeen (Wielka Brytania)
- Pojemność brutto 72 RT
- Pojemność netto 28 RT
- Nośność 40 ton
- Długość całkowita 24,0 m
- Długość między pionami 21,9 m
- Szerokość 6,0 m
- Zanurzenie około 2,5 m
- Napęd
  - początkowo: 1 silnik Ruston & Hornsby(inne języki), 6-cylindrowy
  - później (wymiana w latach 50.): 1 silnik MWM, 6-cylindrowy
- Moc napędu
  - początkowo: 240 KM
  - później: 250 KM
- Liczba śrub 1
- Prędkość eksploatacyjna
  - początkowo: 9 węzłów
  - później: 10 węzłów
- Liczba pokładów 1
- Liczba członków załogi 6-8 osób
- Armator
  - do marca 1949: Przedsiębiorstwo Połowów Dalekomorskich „Dalmor”, spółka z o.o., Gdynia
  - od marca 1949: Państwowe Przedsiębiorstwo Połowów Morskich „Barka”, Świnoujście
  - od 1 stycznia 1951: Przedsiębiorstwo Połowów i Usług Rybackich „Arka”, Gdynia
  - od 1 stycznia 1955: Przedsiębiorstwo Połowów i Usług Rybackich „Szkuner”, Władysławowo
  - od 1960: Z. Bartoszewicz, Świnoujście
  - od 1961: Z. Bartoszewicz, Darłowo
  - od 1967: Leszek Ciborowski, Świnoujście
- Port macierzysty
  - do marca 1949: Gdynia
  - od marca 1949: Świnoujście
  - od 1 stycznia 1951: Władysławowo
  - od 1960: Świnoujście
  - od 1961: Darłowo
  - od 1962: Świnoujście
- Bandera polska
- Towarzystwo klasyfikujące statek Polski Rejestr Statków
- Numer PRS 41021
- wycofany z eksploatacji 1970-1973
- Jednostki bliźniacze: mfv Hilary Gdy-115, mfv Walery Gdy-116, mfv Ksawery Gdy-118, mfv Aleksy Gdy-119, mfv Damazy Gdy-120